# ماگدالنا اوگورک
ماگدالنا آگنیشکا اوگورِک (لهستانی: Magdalena Agnieszka Ogórek؛ زادهٔ ۲۳ فوریهٔ ۱۹۷۹) سیاستمدار و مجری اهل جمهوری خلق لهستان است.
از فیلم‌ها یا مجموعه‌های تلویزیونی که وی در آن‌ها نقش داشته‌است، می‌توان به اجاره‌نشین‌ها، در خوشی و سختی و اجاره‌نشین‌ها اشاره نمود.